# Feketecsőrű gébicsvireó
A  feketecsőrű gébicsvireó (Cyclarhis nigrirostris) a madarak osztályának verébalakúak (Passeriformes) rendjébe és a lombgébicsfélék (Vireonidae) családja tartozó faj.

## Rendszerezése
A fajt Frédéric de Lafresnaye francia ornitológus írta le 1842-ben.

## Alfajai
- Cyclarhis nigrirostris atrirostris P. L. Sclater, 1887
- Cyclarhis nigrirostris nigrirostris Lafresnaye, 1842[2]

## Előfordulása
Dél-Amerika északnyugati részén, az Andok hegységben, Kolumbia és Ecuador területén honos. A természetes élőhelye a szubtrópusi vagy trópusi síkvidéki és hegyi esőerdők. Állandó, nem vonuló faj.
|  |

## Megjelenése
Testhossza 16 centiméter, testtömege 29,6-33,1 gramm.

## Életmódja
Kevés az információ, valószínűleg rovarokkal táplálkozik.

## Természetvédelmi helyzete
Az elterjedési területe nagy, egyedszáma ismeretlen. A Természetvédelmi Világszövetség Vörös listáján nem fenyegetett fajként szerepel.

## Külső hivatkozások
- Képek az interneten a fajról
- Xeno-canto